# Uchtelfangen
Uchtelfangen ist der zweitgrößte Ortsteil der Gemeinde Illingen im saarländischen Landkreis Neunkirchen in Deutschland und hat 3711 Einwohner (Stand: 18. November 2020).

## Geographie

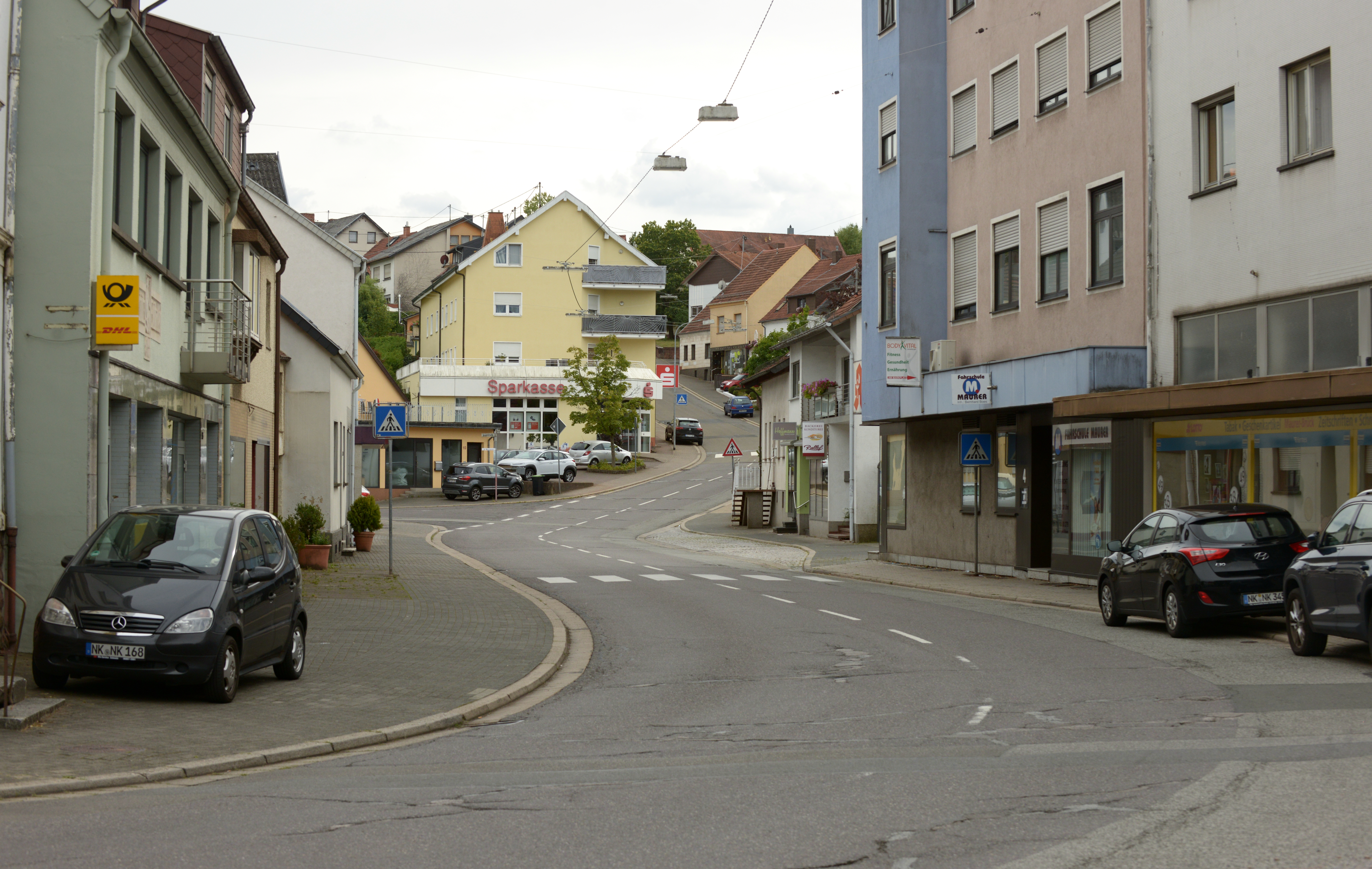
Ortsmitte von Uchtelfangen

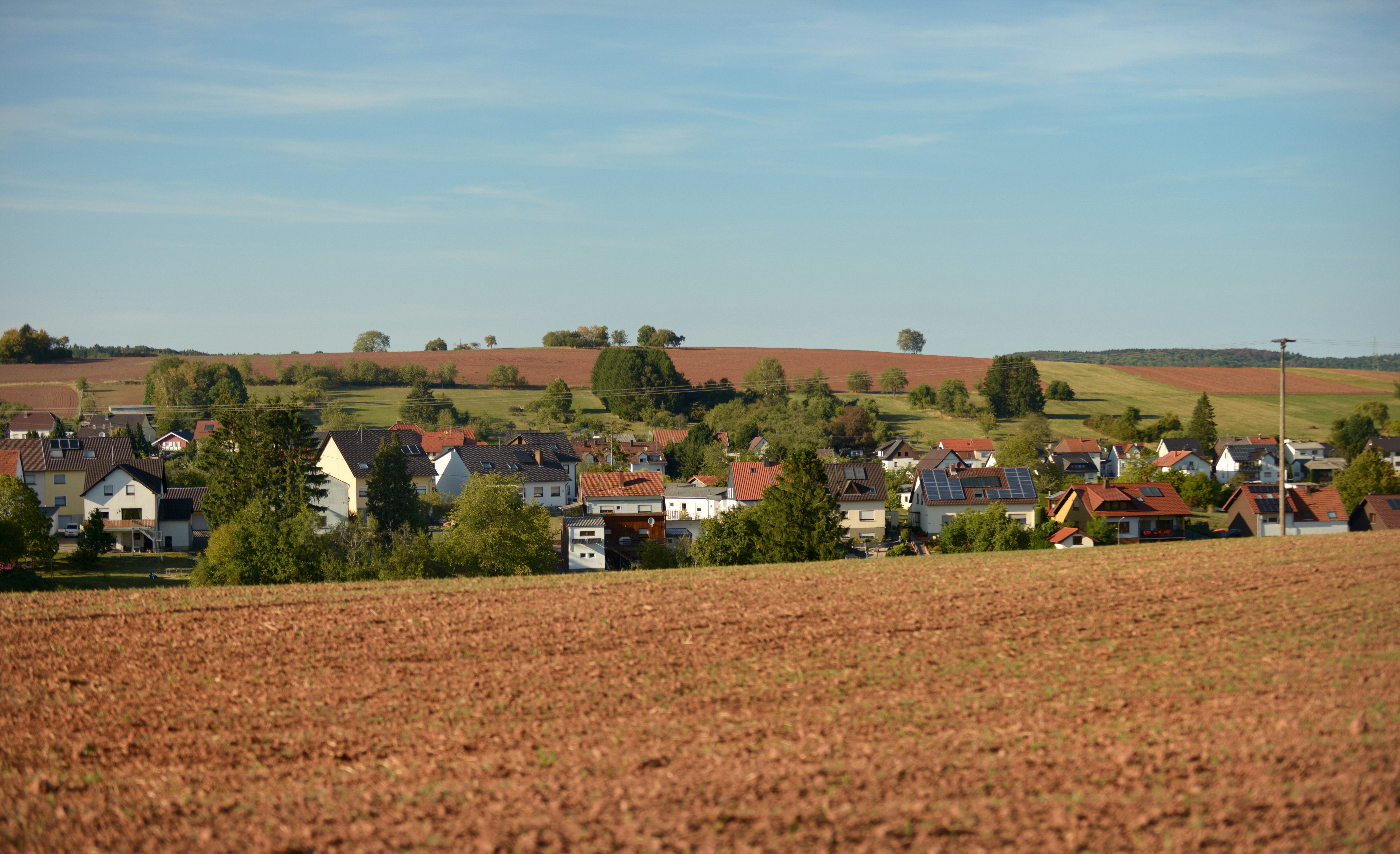
Kulturlandschaft in Uchtelfangen

### Geographische Lage
Das im Prims-Blies-Hügelland am Uchtelbach gelegene Uchtelfangen befindet sich im äußersten Westen der Gemeinde Illingen, Landkreis Neunkirchen. Es liegt an der A1 in unmittelbarer Nähe des Autobahnkreuzes Saarbrücken. An Uchtelfangen grenzen im Uhrzeigersinn und im Nordosten beginnend die Ortsteile Wustweiler und Illingen der Gemeinde Illingen, der Ortsteil Lummerschied der Gemeinde Heusweiler sowie die Ortsteile Wiesbach und Humes der Gemeinde Eppelborn.

### Ortsgeographie
Der Ortsteil Uchtelfangen besteht aus den beiden Dörfern Uchtelfangen und Kaisen, die im Laufe der Zeit zu einem einzigen Siedlungsgebiet verschmolzen sind. Der alte Dorfkern von Uchtelfangen befindet sich im Tal zwischen Hirtenberg und Galgenberg direkt am Uchtelbach und bildet heute noch das Zentrum des Ortsteils. Der ursprüngliche Dorfkern von Kaisen befindet sich auf dem Hirtenberg und ist heute noch durch den kleinen Dorfplatz erkennbar. 

## Geschichte

### Antike und Mittelalter (bis 1500)
Eine Besiedlung des heutigen Gebietes von Uchtelfangen ist entsprechend archäologischer Funde ab dem 1. Jahrtausend vor Christus anzunehmen. Erstmals urkundlich erwähnt wurde der Ort um 1200 als Lehen der Herren von Siersberg. Schon im 13. Jahrhundert ist eine dem Heiligen Blasius geweihte Kirche belegt. 1442 wurde eine weitere Kirche erbaut, vermutlich als Ersatz für die baufällig oder zu klein gewordene vorherige. Sie befand sich auf dem heutigen Sparkassengelände.

### Frühe Neuzeit und Neuere Geschichte (1500 bis 1900)
In der Frühen Neuzeit waren die Herrschaftsverhältnisse in Uchtelfangen kompliziert: Der Ort war unter drei Landesherrschaften des Heiligen Römischen Reichs Deutscher Nation aufgeteilt: erstens dem Herzogtum Lothringen, zweitens der Grafschaft Nassau-Saarbrücken (ab 1735 Fürstentum), zwischenzeitlich auch der Nebenlinie Nassau-Ottweiler, und drittens dem Kurfürstentum Trier. Die kurtrierischen Anteile vergab der Erzbischof von Trier als Lehen wiederum an drei verschiedene Adelsfamilien: die Herren von Hagen zur Motten, von Buseck und von Löwenstein.
Die Einwohner von Kaisen waren größtenteils Untertanen von Lothringen, teilweise aber auch von Nassau-Saarbrücken. Die Herzöge von Lothringen hatten die Herren von Hagen zur Motten mit ihrem Anteil an Kaisen belehnt.
1575 wurde für die nassauischen Untertanen von Uchtelfangen und Kaisen die Reformation eingeführt und 1578 ein evangelischer Pfarrer eingesetzt. 1600 kam ein neuer katholischer Pfarrer hinzu, den der Herzog von Lothringen und der Herr von Hagen zur Motten gemeinsam einsetzten. 1613 wurde in Uchtelfangen erstmals eine evangelische Gemeinde urkundlich erwähnt. In diesem Jahr regelte ein Vertrag zwischen den drei Landesherren, dass die Uchtelfanger Pfarrkirche von evangelischen und katholischen Christen gemeinsam genutzt werden sollte. 1621 regelte ein weiterer Vertrag, dass die katholischen Einwohner zur Pfarrei Eppelborn, die evangelischen zur Pfarrei Dirmingen gehören sollten.
Im Dreißigjährigen Krieg (1618 bis 1648) litt die deutsche Bevölkerung unter Plünderungen, Hunger und Seuchen. Dieser und die folgenden Kriege Frankreichs in der Region trafen Uchtelfangen und Kaisen schwer: Zählte Kaisen 1618 noch fünf Haushalte, war es in den Jahren 1634 und 1665 nur noch einer. Uchtelfangen war zeitweise sogar komplett verlassen. 1684 hatte Uchtelfangen wieder etwa 30 Einwohner, und 1707 zählte Kaisen 42 lothringische Untertanen sowie einen Haushalt mit Untertanen von Nassau.
1728 gelang es Nassau-Saarbrücken, die kurtrierischen Rechte an Uchtelfangen zu erwerben, mit denen noch die Herren von Buseck (die den Anteil derer von Löwenstein geerbt hatten) und von Hagen zur Motten belehnt waren. Als Lothringen 1766 französisch wurde, erwarb Nassau-Saarbrücken von Lothringen auch dessen Anteil des Orts. Mit diesem Teil Uchtelfangens war vor und nach dem Erwerb ebenfalls die Familie von Buseck belehnt, sodass ein Teil der Einwohner weiterhin durch die Herren von Buseck verwaltet wurde, allerdings nach nassauischen Vorgaben. 1770 begann auf Anordnung des Fürsten Ludwig von Nassau-Saarbrücken der Bau einer evangelischen Pfarrkirche, die heute noch die evangelische Gemeinde beherbergt. Die alte Kirche, die 1730 ein neues Schiff erhalten hatte, ging 1771 in den alleinigen Besitz der Katholiken über.
Mit den Eroberungen und politischen Reformen der Französischen Revolution endete die Herrschaft des Hauses Nassau-Saarbrücken in Uchtelfangen. Ab 1798 bestand die Mairie (Bürgermeisterei) Uchtelfangen im Kanton Ottweiler des Département de la Sarre, zu der auch die Orte Kaisen, Illingen, Gennweiler, Merchweiler, Wemmetsweiler, Hüttigweiler, Raßweiler, Wustweiler und Hosterhof gehörten. Im selben Jahr wurde in Uchtelfangen zum ersten Mal seit 1621 eine eigene katholische Pfarrei eingerichtet. Nach dem Wiener Kongress wurden Ort und Bürgermeisterei gemäß den Bestimmungen des Zweiten Pariser Friedens von 1815 Teil des Königreichs Preußen.
Durch die deutsche Einigung infolge des Deutsch-Französischen Kriegs gehörten Uchtelfangen und Kaisen ab 1871 zum Deutschen Reich. Im Jahr 1877 wurde die Bürgermeisterei Illingen gegründet. Damit verlor Uchtelfangen seine Funktion als Verwaltungszentrum des weiteren Umlandes. In den Jahren 1888 bis 1895 wurde die aktuelle katholische Pfarrkirche St. Josef im Stil der Neugotik nach Plänen des Architekten und Dombaumeisters Reinhold Wirtz erbaut. Die alte katholische Kirche von 1730/1442 wurde abgerissen. Ein Kreuz auf dem Parkplatz der Sparkasse markiert heute den Standort des ehemaligen Altars. 

### Das 20. Jahrhundert
1905 zählte Uchtelfangen 2397 Einwohner. Auf dem Friedhof befindet sich ein Gefallenendenkmal, das der Uchtelfanger Soldaten gedenkt, die 1914 bis 1918 im Ersten Weltkrieg starben. Gemäß den Bestimmungen des Versailler Vertrags von 1919 stand Uchtelfangen ab 1920 als Teil des Saarbeckengebiets unter Verwaltung des Völkerbundes. 1935 wurde der Ort durch die erste Saarabstimmung wieder Teil des Deutschen Reichs. Während des Zweiten Weltkriegs blieb Uchtelfangen mangels industrieller Anlagen von einer Bombardierung verschont. Ein weiteres Kriegerdenkmal an der Saarbrücker Straße in der Nähe des Friedhofs gedenkt der gefallenen Uchtelfanger Soldaten beider Weltkriege. Ab 1947 gehörte der Ort zum teilautonomen Saargebiet. Infolge der zweiten Saarabstimmung 1955 wurde er 1957 Teil der Bundesrepublik Deutschland. 
Am 1. Januar 1974 wurde Uchtelfangen in die Gemeinde Illingen eingegliedert. Seitdem hat der Ort keinen eigenen Bürgermeister mehr, sondern verfügt über einen Ortsvorsteher und Ortsrat. Seine Einwohner werden zudem durch den Illinger Gemeinderat vertreten.

## Politik

### Ortsteilvertretung
Vertreten wird Uchtelfangen nach dem Kommunalselbstverwaltungsgesetz des Saarlandes durch den Ortsrat und den Ortsvorsteher.

### Ortsrat
Der Ortsrat besteht aus 11 gewählten Mitgliedern. Bei der Ortsratswahl am 9. Juni 2024 errang die CDU sieben, die SPD und die Wählergruppe "Unsere Gemeinde kann mehr" (UGKM) jeweils zwei Sitze.

### Ortsvorsteher
- 1989–2001: Armin John (SPD)
- 2001–2014: Olaf Wagner (SPD)
- seit 2014: Stefan Maas (CDU)[19]

### Wappen
Das Wappen von Uchtelfangen wird heraldisch wie folgt beschrieben: ein schräglinksgeteilter Schild, vorn im blauen, mit goldenen aufrechten Schindeln bestreuten Feld ein goldener Löwe, golden gekrönt, rot gezungt, rot bewehrt, hinten im goldenen Feld ein roter Alérion. Es zeigt somit den nassauischen Löwen von Nassau-Saarbrücken und einen der drei gestümmelten Adler (Alérions) von Lothringen. Dadurch sollen die früheren Herrschaftsverhältnisse dokumentiert werden.

## Kultur und Sehenswürdigkeiten

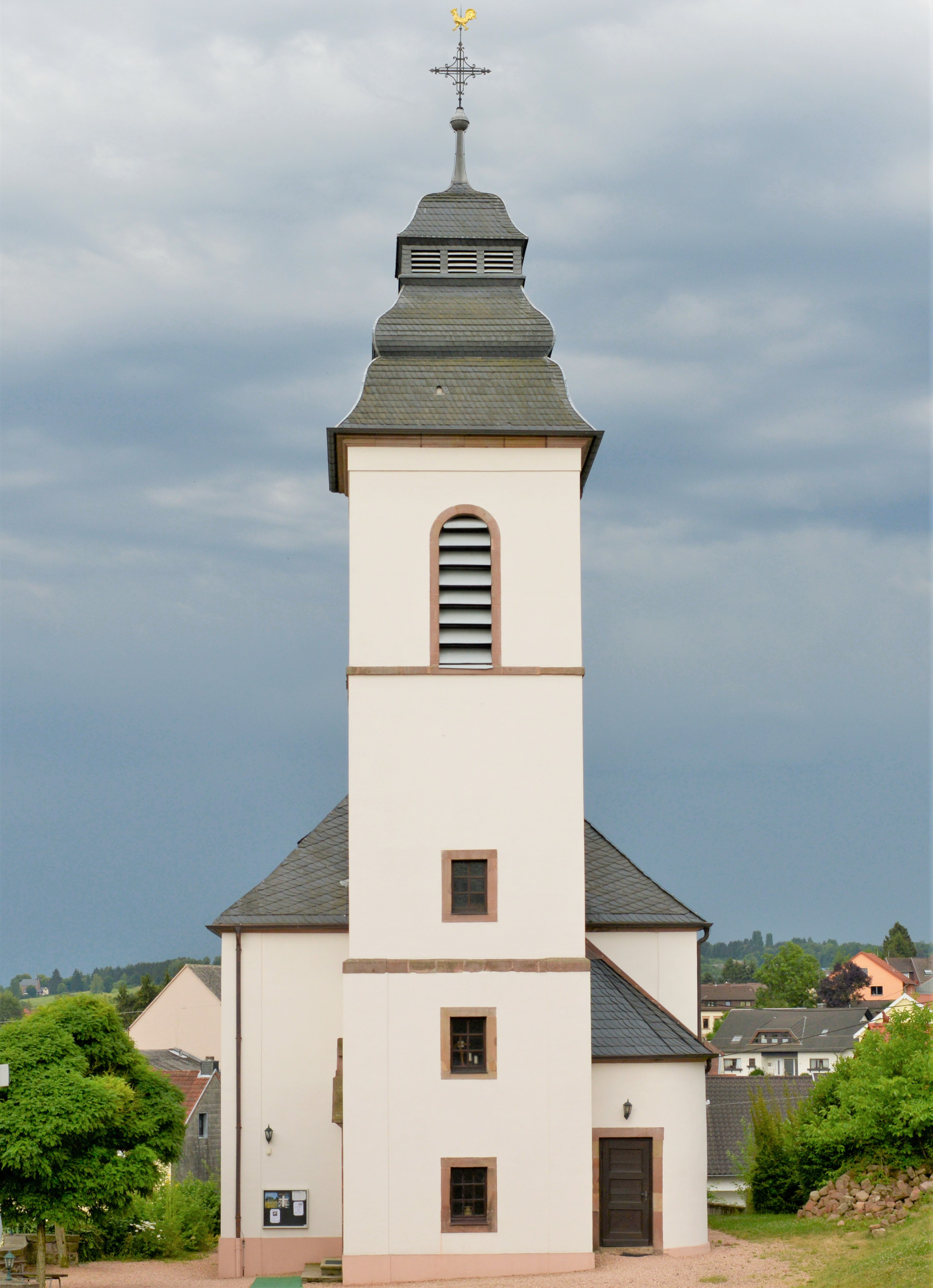
Evangelische Kirche Uchtelfangen

### Bauwerke
Die Evangelische Kirche Uchtelfangen von 1771 ist im Barockstil gehalten; die neugotische katholische Kirche St. Josef von 1890 entstand nach den Plänen des Dombaumeisters Reinhold Wirtz und gilt als Dom des Illtals. Beide Kirchen stehen unter Denkmalschutz.

### Grünflächen und Naherholung
Der Erholung dienen eine Wassertretanlage, die Naherholungsgebiete Sonnenborn mit beheiztem Freibad und Schwarzenheller Wald, sowie der 2004 vom Natur- und Vogelschutzverein e. V. Uchtelfangen erstellte Lehrpfad Naturerlebnis Bamster Wald. Der 2020 eröffnete Bärenbachweg ist eine 8,4 Kilometer lange Rundwanderstrecke und führt durch die Illinger Ortsteile Uchtelfangen und Wustweiler.

### Sport
In Uchtelfangen gibt es einen Sportplatz, eine Sport- und Kulturhalle, eine Turnhalle, das Freibad Sonnenborn sowie die Kartbahn Saarlandring.
Neben der Grundschule befindet sich ein kleines Multifeld für Basketball und Fußball sowie ein Skatepark.

## Wirtschaft und Infrastruktur

### Unternehmen
- Die Amprion GmbH betreibt auf der Gemarkung Illingen-Uchtelfangen die Umspannanlage Uchtelfangen, die im europäischen Stromtransportnetz eine bedeutende Rolle spielt.
- Gewerbegebiet "Am Saarbrücker Kreuz" ist Sitz vieler moderner Produktions- und Dienstleistungsbetriebe.
- Gewerbegebiet "A1 Interkommunal", als erstes interkommunales Gewerbegebiet im Saarland von den Gemeinden Eppelborn und Illingen gemeinsam erschlossen und vermarktet.

### Bildungseinrichtungen
In Uchtelfangen gibt es folgende Bildungseinrichtungen:

#### Kindergärten
- katholischer Kindergarten St. Josef Uchtelfangen
- evangelischer Kindergarten Uchtelfangen

#### Grundschule
- Grundschule Uchtelfangen

#### Förderschule
- Kerpenschule Uchtelfangen – Förderschule mit dem Förderschwerpunkt Lernen

### Verkehr
Uchtelfangen liegt östlich des Autobahnkreuzes Saarbrücken, dort kreuzen sich die Bundesautobahnen A 8 (Luxemburg–Pirmasens) und die Bundesautobahn 1 (Lübeck–Saarbrücken); Uchtelfangen hat eine eigene Anschlussstelle an der A1 (Abfahrt Nr. 142).

## Persönlichkeiten

### Personen, die in Uchtelfangen geboren wurden
- Heinrich Bayer (1909–1944), Widerstandskämpfer gegen den Nationalsozialismus, 1944 als Kriegsdienstverweigerer hingerichtet
- Paul Guthörl (1895–1963), Geologe und Paläontologe
- Patrick Herrmann (* 1991), Fußballspieler
- Gaby Schäfer (* 1957), Politikerin (CDU), Staatssekretärin

### Personen, die im Ort gewirkt haben
- Reinhold Wirtz (1842–1898) war ein deutscher Architekt, Kommunalkreis- und Diözesanbaumeister des Bistums Trier.